# Dirección de Educación Policial
La Universidad Dirección Nacional de Escuelas y Educación Policial (DINAE - DIEPO) es una institución universitaria dependiente de la Policía Nacional de Colombia encargada de la coordinación de la formación, capacitación e instrucción del personal de la institución por medio de un conjunto de escuelas distribuidas alrededor del territorio nacional y educación continuada a distancia.

## Estructura Orgánica[1]
La DINAE a diferencia de las otras direcciones de la Policía Nacional se divide en vicerrectorías y facultades debido a que su objetivo es ser la institución universitaria policial. La dirección cuenta con una serie de entidades u oficinas encargadas de apoyar el buen cumplimiento de las funciones de la dirección
- Consejo Superior de Educación Policial
- Comité Directivo de Investigación
- Consejo Académico
- Secretaría Privada
- Planeación
- Telemática
- Asuntos Jurídicos
- Secretaria Académica
- Bienestar Universitario
- Gestión Pedagógica
- Evaluación y Calidad

El siguiente nivel organizacional es el correspondiente a las vicerrectorías las cuales están a cargo de la Subdirección Nacional de Escuelas

### Vicerrectoría Académica
- Facultad de Administración Policial
- Facultad de Estudios en Servicio de Policía
- Facultad de Investigación Criminal
- Facultad de Estudios Policiales Especializados
- Facultad Ciencias de la Educación
- Facultad de Ciencias Jurídicas
- Facultad de Estudios Ambientales
- Facultad de Seguridad Vial
- Facultad de Seguridad Pública

Oficina de Diseño Curricular
Secretaria-Planeación

### Vicerrectoría de Educación Continuada
- Grupo Plan Institucional de Capacitación
- Grupo Desarrollo de Convenios
- Grupo de Educación Abierta y a Distancia

### Vicerrectoría de Investigación
- Grupo de Formación para la investigación
- Grupo Desarrollo de la Investigación
- Grupo de Seguimiento y Divulgación

### Vicerrectoría Administrativa y Financiera
- Grupo de Talento Humano.
- Grupo Financiero.
- Grupo de Apoyo al Servicio Policial.

### Vicerrectoría de proyección social
- Museo Histórico de la Policía Nacional.
- Orquesta sinfónica Policía Nacional.
- Bienestar Universitario
- Egresados

### Unidades Desconcentradas

#### Facultad de Administración Policial
- Escuela de Cadetes de Policía "General Francisco de Paula Santander" (ECSAN)
- Escuela de Estudios Superiores de Policía (ESPOL)

#### Facultad de Investigación Criminal
- Escuela de Investigación Criminal (ESINC)

#### Facultad de Estudios en Servicio de Policía
- Escuela de Suboficiales y Nivel Ejecutivo “Gonzalo Jiménez de Quesada” (ESJIM)
  - Centro de Instrucción en técnicas antisecuestro
  - Centro de Instrucción de Seguridad y Protección a personas (CEISP)
- Escuela Nacional de Carabineros (ESCAR)
  - Centro de Instrucción Leticia (CILET)
- Escuela de Carabineros Alejandro Gutiérrez (ESAGU)
  - Centro de Instrucción Pereira (CIPER)
- Escuela de Carabineros Eduardo Cuevas (ESECU)
- Escuela de Carabineros Rafael Núñez (ESRAN)
- Escuela de Carabineros de la Provincia de Vélez (ESVEL)
- Escuela Antonio Nariño (ESANA)
- Centro de Instrucción Wayúu Thorivio Kaporinche (CIWAY)
- Escuela Carlos Eugenio Restrepo (ESCER)
  - Centro de instrucción Carlos Holguin (CICOL)
- Escuela Gabriel González (ESGON)
  - Centro de Instrucción, Entrenamiento y Operaciones de la Policía Nacional(CENOP)
  - Centro de Instrucción Girardot (CIGOT)
- Escuela Rafael Reyes (ESREY)
- Escuela Simón Bolívar (ESBOL)
  - Centro de instrucción García Valencia (CIGAV)
- Escuela Provincia del Sumapaz (ESSUM)
- Escuela de Yuto (ESYUT)
- Escuela de Policía Metropolitana de Bogotá (ESMEB)

#### Facultad de Estudios Policiales Especializados
- Escuela de Aviación Policial (ESAVI)
- Escuela de Guías y Adiestramiento Canino (ESGAC)
- Escuela de Inteligencia y Contrainteligencia (ESCIC)
- Escuela de Tecnologías de la Información y las Comunicaciones (ESTIC)
- Escuela de Seguridad Vial (ESEVI)